# Mittelbach (Reichenbach)
Mittelbach ist ein Ortsteil von Reichenbach, einem Stadtteil von Gengenbach im Ortenaukreis in Baden-Württemberg.

## Geografie
Mittelbach liegt in einem Seitental des vorderen Kinzigtals im Mittleren Schwarzwald, hinter dem Ortskern von Reichenbach östlich von Gengenbach. Die Ortschaft zieht sich vom Reichenbacher Ortskern Richtung Osten ins Mittelbachtal hinein bis zur Moos. Aufgrund der baulichen Struktur gibt es in Mittelbach keinen Dorfmittelpunkt. Das Dorf setzt sich aus Weilern und Einzelhöfen zusammen. Benannt ist die Ortschaft nach dem Mittelbach, der durch das Tal fließt und später in den Reichenbach mündet. In den Mittelbach wiederum münden der Krähendobel, der Schiffgraben, der Senterbach und der Moosbach. Das Mittelbachtal ist rund 4,2 Kilometer lang. Durch das Gebiet von Mittelbach führen viele ausgeschilderte Wanderwege.
Der Name Höllteufel, die Häsfiguren der Narrenzunft, geht auf ein Gewann im Mittelbach zurück, welches „In der Höll“ heißt. Als vor Jahren die Reichenbacher Bauern noch mit dem Pferdefuhrwerk ihren Besitz bestellten, kam es auch manchmal vor, dass einer im Galopp durch die damals noch unbefestigte und holperige Talstraße sein Fuhrwerk lenkte. Den Krach, der hierdurch verursacht wurde, kann man sich lebhaft vorstellen. Ein beliebter Ausspruch der alten Leute war damals: „Der fahrt widder durchs Tal wie de Höllteufel“.

### Hohgrund
Hohgrund ist ein Wohnplatz in einem Seitental des Mittelbachtals und ein historischer Ortsteil von Reichenbach. In diesem Seitental liegen auch das Martinsteinhiesle und der sagenumwobene Martinstein.

### Schlehenwald
Auch der Schleh(en)wald ist ein Wohnplatz im Mittelbach und ein weiterer historischer Ortsteil von Reichenbach. Erstmals erwähnt wurde Schlehwald 1421 als Slewelde und war und ist eigentlich eine Waldbezeichnung des dahinterliegenden Waldes.

### Flurnamen
Scheidegrund, Hasendobel, Senderbach, Moosbach, Späneplatz, Linde, Störhalte, Finkeneck, Schlewald, Helsenbühl (Stachelbeeren), Krähendobel, Holzmatt, Eichhalde, Hohgrund

## Geschichte
Erstmals wurde Mittelbach 1423 als Mittelnbach erwähnt. Ausgehend vom Gengenbacher Kloster wurde der Mittelbach gerodet und Bauernhöfe zur Versorgung der Mönche gebaut. Bereits im 13. Jahrhundert ist wohl der Höllhof entstanden. Im 15. Jahrhundert unterschied man noch zwischen Unter-, Mittel- und Obermitteinbach. Das Martinsteinhiesle, heute ein beliebtes Restaurant, ist laut Grundstein im Keller bereits 1620 erbaut worden.
Sagenumwoben ist auch der Martinstein im Mittelbachtal. Der Sandstein trägt den Namen nach dem frommen Bauern Martin Späth, der jeden Abend dort sein Nachtgebet sprach. Schließlich wurde ihm auf diesem Stein offenbart, dass der Name seines Geschlechts auf seinem Hofgut nie aussterben werde. In dem Sandstein soll man noch heute die Spuren des Martin Späth erkennen können. Der 1,20 m lange und 80 cm breite Martinstein ist noch heute ein beliebtes Wanderziel. Der fromme Bauer Späth ist nicht nur durch den Martinstein heute noch bekannt. Eine Sage erzählt, der Hofgrundbauer habe für sein Begräbnis eine eigenartige Vorgehensweise festgelegt. Sein Wunsch war, das der Sarg mit seinem Leichnam auf einem Wagen von zwei jungen Ochsen gezogen wird und ihnen freien Lauf gelassen wird. Wie der Bauer es bestimmt hatte, wurde an der Stelle, wo sein Totenwagen zum ersten Mal anhielt, ein Bildstock errichtet. Am zweiten Halt, an dem das Ochsengespann mit dem Sarg hielt, wurde eine Kapelle gebaut, Und wie der Bauer es wünschte, wurde an der Stelle, wo das Gespann zum dritten Mal anhielt, eine Kirche erbaut, die seinem Namenspatron St. Martin geweiht wurde.
Früher wurde im Mittelbach Bergbau betrieben. Mit der Unabhängigkeit Reichenbachs von Gengenbach wurde auch Mittelbach als Ortsteil von Reichenbach 1803 unabhängig. Am 14. August 1937 ist der Höllhof bis auf seine Grundmauern niedergebrannt. Seit 1950 ist der Höllhof eine Waldarbeiterschule. Mit der Gemeindereform wurde Reichenbach am 1. Januar 1975 nach Gengenbach eingemeindet und somit gehört Mittelbach als Ortsteil von Reichenbach seither zu Gengenbach. 1991 wurde die historische Göppert-Mühle originalgetreu restauriert. Von 1991 bis 1993 wurde der Höllhof zum Waldschulheim umgebaut. 1992 wurde der Mittelbach an die Kanalisation der Stadt Gengenbach angeschlossen.

## Kultur und Sehenswürdigkeiten

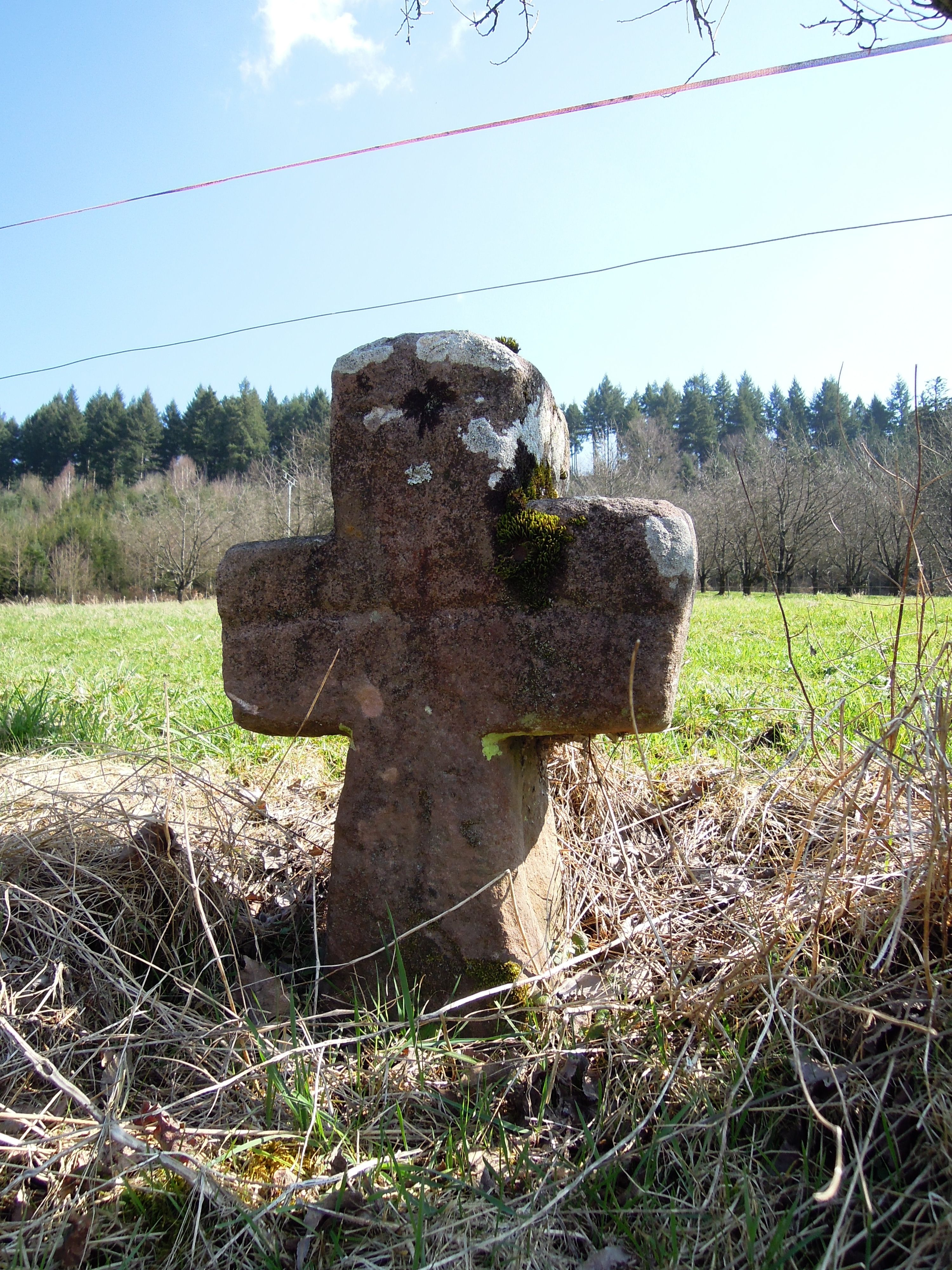
Steinkreuz im Mittelbach

### Bauwerke
- Der Moosturm auf der Gemarkungsgrenze zu Nordrach oben auf der Moos
- Göppert-Mühle mit dem Hofgut, der älteste Hof Reichenbachs, erbaut 1708[12]
- Mehrere unter Denkmalschutz stehende Bauernhöfe
- Mehrere Bildstöckle verteilt über das Tal

#### Waldschulheim Höllhof
Der Höllhof liegt am Ende des Mittelbachtals. Bereits im 13. Jahrhundert ist der Höllhof entstanden und stand damals wohl mit dem ehemaligen Benediktinerkloster in Gengenbach. Als erster nachweislicher Besitzer wird in den Kirchenbüchern der katholischen Pfarrei „St. Marien“ Sebastian Siebert um 1600 aufgeführt. 1890 kaufte der großherzogliche Kammerherr Freiherr Hans von Seldeneck den Hof für 195.000 Reichsmark. Am 15. August 1937 brannte der Hof bis auf die Grundmauern nieder und wurde danach von Frau von Seldeneck wieder aufgebaut. Nur die Fundamente blieben erhalten. Bereits am 15. Dezember wird das Richtfest gefeiert. 1938 wird der Hof für 750.000 Reichsmark an den Staat verkauft. 1939 begannen die Überlegungen, eine Waldarbeiterschule auf dem Höllhof einzurichten, diese wurde dann 1950 eröffnet. Doch zuvor war der Hof nach dem Zweiten Weltkrieg eine Flüchtlingsunterkunft für Flüchtlinge aus dem Elsass und Begegnungsstätte für die Völkerverständigung genutzt. Von 1947 bis 1950 versuchten die Franzosen, junge Funktionäre des untergegangenen nationalsozialistischen Regimes umzuerziehen. So sollten aus dem NS-Nachwuchs Demokraten werden. 1950 ging der Hof von der französischen Besatzung zurück in den Besitz des Landes und sofort begann der Unterricht der Waldarbeiter. 1967/1968 wurde das Leibgeding-Haus bis auf den Gewölbekeller abgerissen und neugebaut, 1972/73 wurde mit der Lehrwerkstatt ebenso verfahren. 1979 wurde dann das Forstliche Ausbildungszentrum Mattenhof in Gengenbach eröffnet und man überlegte, den Höllhof als Waldschulheim zu nutzen. Dies wurde nach der zwischenzeitlichen Nutzung als zusätzliches Internat für das FAZ Mattenhof zwischen 1983 und 1990 und dem Umbau und der Sanierung des Höllhofs zwischen 1991 und 1993 auch gemacht. Für den Mai 2000 war eine Feier zum 50-jährigen Bestehen geplant, diese wurde jedoch nach dem Orkan Lothar abgesagt. Wegen der Flüchtlingskrise wurde der Höllhof 2015 zwischenzeitlich wieder zur Flüchtlingsunterkunft. Heute bietet der Höllhof Platz für insgesamt 60 Personen, mit Zimmern für 2 bis 6 Personen. Somit kann man zwei bis drei Schulklassen parallel beherbergen. Zudem bietet der Höllhof die Möglichkeit eines Freiwilligen Ökologischen Jahrs auf dem Hof.

#### Martinsteinhiesle
Das im Hohgrund gelegene Martinsteinhiesle ist ein Gasthaus und wurde 1990 eröffnet. Der Name geht auf den sagenumwobene Martinstein zurück. Das Leibgedinge aus dem Jahr 1620 wurde innerhalb eines Jahres zu einem rustikalen Gasthaus umgebaut. Das Gasthaus ist besonders beliebt bei Wanderern und Mountainbikern. Neben den rustikalen Innenräumen gibt es auch eine große Terrasse. Seit 1882 ist der Hof in Besitz der Familie Schüle.

## Wirtschaft und Infrastruktur

### Medien
Im Dezember 2024 wurde in der Sendung "SWR Aktuell Baden-Württemberg" über den Wußler-Hof über die Auswirkungen des Orkans Lothar berichtet.

## Persönlichkeiten

### Söhne und Töchter des Tales
- Hans von Hornberg (vom Freihof im Mittelbach), ehemaliger Gengenbacher Schultheiße

### Weitere Persönlichkeiten
- Hans Wilhelm vom Seldeneck (1878–1934), Gutsbesitzer, war Besitzer des Höllhofs und starb ebenda
- Stefan Grimm († 2015), ehemaliger Ortsvorsteher von Strohbach, lebte zeitweise auf dem Höllhof und war währenddessen für das Waldschulheim verantwortlich[23]